# Pestișu Mic
Pestișu Mic oder Peștișu Mic ([ˈpestiʃu mic] veraltet Peștișul de Sus; ungarisch Felsőpestes oder Felpestes) ist eine Gemeinde im Kreis Hunedoara, in der Region Siebenbürgen in Rumänien.

## Geographische Lage

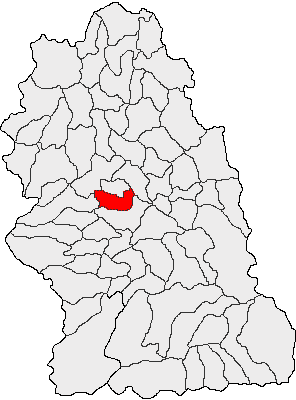
Lage der Gemeinde Pestișu Mic im Kreis Hunedoara

Im südwestlichen Teil der historischen Region Siebenbürgen gelegen, befindet sich die Gemeinde im Zentrum des Kreises Hunedoara. Auf einer Fläche von etwa 5100 Hektar, sind die neun eingemeindeten Dörfern und Streusiedlungen zwischen 2 und 10 Kilometer vom Gemeindezentrum entfernt. Am Bach Peștiș – ein linker Nebenfluss des Cerna – und an der Kreisstraße (drum județean) DJ 708E befindet sich der Ort Pestișu Mic drei Kilometer westlich der Stadt Hunedoara; die Kreishauptstadt Deva (Diemrich) liegt 15 Kilometer nördlich von Pestișu Mic entfernt.

## Geschichte
Der im Mittelalter ungarische Ort – heute Pestișu Mic – wurde 1330 erstmals urkundlich erwähnt. Zur ungarischen Adelsfamilie – den Nachkommen der Hermáns – des Ortes, gehörten im 14. Jahrhundert drei rumänische Siedlungen. Die Besiedlung der Region reicht jedoch nach Berichten von J. M. Ackner, bis in die Römerzeit zurück. Auf dem Areal des Ortes wurden 1856 Reste von Bauten aus der Römerzeit gefunden. Archäologische Funde, welche in die Frühgeschichte deuten, wurden nach Angaben von C. Gooss, Grigore Tocilescu und M. Roska hier in Pestișu Mic gemacht.
Auf einer Anhöhe des eingemeindeten Dorfes Josani (Susendorf) – rechts des Baches Petac – wurden archäologische Funde und einer in die Jungsteinzeit datierte Siedlung, gemacht.

## Demografie
Bei der Volkszählung 1850 lebten auf dem Gebiet der heutigen Gemeinde 2356 Menschen. 2259 davon waren Rumänen, 37 Ungarn und 48 Roma. Die höchste Einwohnerzahl (2509) – gleichzeitig die der Rumänen (2428) und der Ungarn (59) – wurde 1910 erreicht. Die höchste Anzahl der Deutschen (21) wurde 1880 und die der Roma 1850 ermittelt. 2002 wurden in der Gemeinde 1290 Menschen, davon waren 1261 Rumänen, zwölf waren Magyaren, elf waren Roma, vier bezeichneten sich als Deutsche und zwei als Griechen.

## Sehenswürdigkeiten
- Auf dem Areal der Gemeinde sind keine nennenswerte Sehenswürdigkeiten.

In Pestișu Mic ist eine reformierte Kirche und einige vernachlässigte Herrenhöfe, in Valea Nandrului (Weißendorf) eine rumänische-orthodoxe Kirche. Die zerfallene Holzkirche Sf. Nicolae, im 18. Jahrhundert in Almașu Mic (ungarisch Keresztényalmás) errichtet, wird in der Liste historischer Denkmäler in Rumänien von 2015 noch aufgelistet.